# Orgnac-sur-Vézère
Orgnac-sur-Vézère (okzitanisch Ornhac de Vesera) ist eine französische Gemeinde im Département Corrèze am westlichen Rand des Zentralmassivs. Die Gemeinde ist Mitglied des Gemeindeverbandes Communauté de communes du Pays d’Uzerche. Die Einwohner nennen sich Ornacois(es).

## Geografie
Tulle, die Präfektur des Départements, liegt ungefähr 40 Kilometer südöstlich, Brive-la-Gaillarde etwa 29 Kilometer leicht südöstlich und Uzerche rund 19 Kilometer nordöstlich. Die Gemeinde wird östlich von der Vézère und westlich von der Loyre begrenzt.

### Nachbargemeinden
Nachbargemeinden von Orgnac-sur-Vézère sind Troche und Vigeois im Norden, Estivaux im Osten, Voutezac im Süden, Vignols im Südwesten und Beyssac im Westen.

### Verkehr
Die Anschlussstelle 45 zur Autoroute A20 liegt etwa 17 Kilometer nordöstlich.

## Wappen
Beschreibung: In Gold übereinander zwei rote laufende Löwen.

## Bevölkerungsentwicklung
| Jahr      | 1962 | 1968 | 1975 | 1982 | 1990 | 1999 | 2007 | 2016 |
| Einwohner | 429  | 493  | 379  | 338  | 323  | 298  | 304  | 213  |

## Sehenswürdigkeiten
- Das Schloss Comborn, ein Profanbau aus dem 11., 14., 15. und 17. Jahrhundert, ist seit dem 15. Oktober 1985 als Monument historique klassifiziert[1][2].